# 外交部档案馆
外交部档案馆（英語：Bureau of Archives of the Ministry of Foreign Affairs），是中华人民共和国外交部直属事业单位，永久保管中华人民共和国成立以来的外交档案。

## 机构沿革
1949年，中央人民政府外交部成立，办公厅秘书处下设档案科。1950年9月，档案科划归外交政策委员会管辖。1952年9月，档案科重新划归办公厅秘书处，同时成立档案委员会，由外交部办公厅直接管辖。1956年，撤销档案委员会，档案科和机要局电档股合并为档案室，隶属外交部办公厅，下设文档组、电档组和旧档组3个组。1958年，档案室重新划分为保管组和利用组2个组。1961年，增设联系组。文革初期，为避免档案遭到冲击，对档案室实行军事管制。1985年8月5日，将档案室独立升格为档案馆。1998年10月，办公厅图书资料室并入档案馆。

## 工作职能
外交部档案馆主要按照国务院和外交部给其确定的工作范围，负责办理以下各项工作：
- 负责收集并永久管理外交部及其直属单位形成的档案，对部内、部属各单位和我驻外使领馆、团、处，驻香港、澳门公署的档案工作进行指导和监督；
- 负责为部内各单位和驻外机构采选、配发与外交工作有关的种类书籍、报刊和工具书，并进行管理和提供服务。
- 档案馆具有对本部门档案业务的行政管理职能。

## 机构设置
- 办公室
- 业务指导处
- 保管利用处
- 鉴定开放处
- 图书资料处
- 技术处
- 编研处

## 历任馆长
- 宋恩繁（－1993.07）
- 黎家松（1993－2000）
- 廉正保（2000－2006）
- 郭崇立（2006.12－2012）
- 鲁桂成（2012－2017）
- 董蔷（2017－2020）
- 李星（2020－）